# Jimmy Bryan
James Ernest Bryan (Phoenix, Arizona, 28 januari 1926 - Langhorne, Pennsylvania, 19 juni 1960) was een Amerikaans Formule 1-coureur. Hij startte negen van de tien races waarvoor hij was ingeschreven in deze klasse; de Indianapolis 500 tussen 1952 en 1960, in 1951 lukte het niet om door de kwalificatie heen te komen. Hij won de Indianapolis 500 in 1958.
Bryan overleed in 1960 door een ongeval op het racecircuit Langhorne Speedway in Pennsylvania.